# Othman El Kheloufi
 (octobre 2018).
 (octobre 2018).
Othman El Kheloufi (en arabe عثمان الخلوفي), né le 28 juillet 1985 à Salé (Maroc), est un compositeur, chanteur, saxophoniste, metteur en scène et scénographe marocain. 
Il est connu pour l’originalité de ses concepts et de ses propositions musicales,,,.
En tant que compositeur, il s'inspire de la musique traditionnelle marocaine comme le chaâbi, du jazz, du reggae, du blues, de la world music, , etc. Lui-même ne met pas d'étiquette sur sa musique et déclare : « Les gens appellent ce que je fais du Jazz Chaabi, moi je l’appelle du Jazz Beldi, mais seulement parce qu’on m’oblige à lui donner un nom »,,,,.

## Biographie

### Formation
Dès ses 16 ans, il est passionné par le dessin et veut rejoindre l'École nationale supérieure des beaux-arts de Paris. Il ne peut pas concrétiser son projet car il ne peut se rendre en France faute de visa. Il passe un bac en comptabilité et techniques de gestion, puis commence des études universitaires en économie. Il les abandonne pour étudier la comédie et la scénographie à l’Isadac (Institut supérieur d’art dramatique et d’animation culturelle) à Rabat,. Sa thèse de master porte sur les rapports entre le théâtre et la musique. Il enseigne par la suite la spécialité qu'il a suivi à l'Institut dans ce même Institut où il a obtenu son diplôme, ainsi que dans des écoles privées.

### Débuts musicaux
Sa rencontre avec la musique est fortuite. À l'époque où il commence ses études universitaires en économie, il fréquente la chorale de l'université. Il se met à l'apprentissage du solfège, et pratique un récital classique, chant grégorien et hongrois, aux antipodes de la musique qu'il écoute généralement, populaire et musique pop américaine. Son univers musical sera un équilibre entre ces influences éclectiques. A 19 ans, il s'offre son premier instrument: un saxophone, dont il apprend à jouer seul.
En 2009, il crée sa formation « Othman El Kheloufi Band ».
En 2014, il joue pendant le festival international de jazz Jazzablanca aux côtés d'une célébrité du jazz : le libanais Ibrahim Maalouf,. Othman El Kheloufi a la particularité d'être un artiste pluriel, et il affirme que Ibrahim Maalouf appréciait surtout chez lui la « théâtralité » de ses représentations. Leur prestation est improvisée, ils n'ont jamais répété ensemble auparavant. Ce duo avec Ibrahim Maalouf pourrait être considéré comme un sommet de la carrière de Othman El Kheloufi, mais ce dernier affirme que le moment le plus marquant de sa carrière d'artiste a été un concert dans la prison de sa ville, Salé au Maroc. Il déclare à ce sujet : « Ce genre d’expérience fait de toi un autre homme ».
En octobre 2015, il est sélectionné pour jouer avec le « mythique » clarinettiste David Krakauer à la maison Selmer, plus grande marque de saxophones selon Media24.
D'après Huffington Post Maghreb, sa tournée automnale de 2015 est un succès.

## Rencontres et Collaborations musicales
- 2014 : Ibrahim Maalouf, Jazzablanca
- 2015 : Karim Ziad, Tournée Jazz Beldi
- 2015 : Omri Mor, Tournée Jazz Beldi
- 2016 : Alexis Paul
- 2016 : Abdellah Hassak
- 2016 : Arturo Sandoval, Concert Megarama Casablanca
- 2016 : Soweto Kinch, Jazz au Chellah

## Liens Externes
- http://fr.le360.ma/culture/interview-othman-el-kheloufi-le-jazzman-beldi-en-tournee-au-maroc-54113
- « Visa For Music 2016 : Othman El Kheloufi, du génie dans l'air », sur Music In Africa, 29 novembre 2016 (consulté le 31 décembre 2023)
- https://boulevard.ma/boultek/evenements-concerts/othman-el-kheloufi/
- http://www.tabadoul.org/evenement/3125/
- http://ev.ma/e/Visa_For_Music_2016_Othman_El_Kheloufi-5456